# Ibtihaj Muhammad
(dall'intervista concessa a La Stampa)
Ibtihaj Muhammad (Maplewood, 4 dicembre 1985) è una schermitrice e imprenditrice statunitense, specializzata nella sciabola.

## Biografia
Oltre che per i risultati sportivi, è nota per essere la prima donna musulmana a competere internazionalmente per gli Stati Uniti, indossando oltretutto l'hijab anche in ogni gara. Nel 2007 si è laureata in Relazioni Internazionali presso la Duke University. Nel 2014 è diventata imprenditrice, lanciando una linea di moda per donne musulmane, Louella, i cui articoli vengono venduti online.
È la prima musulmana a vincere le olimpiadi.

## Carriera
(dall'intervista concessa a La Stampa)
Ha vinto 5 medaglie ai campionati mondiali: una d'oro, le altre di bronzo.
Nel 2016 ha vinto il bronzo nella sciabola a squadre ai Giochi olimpici di Rio de Janeiro 2016.

## Palmarès
- Olimpiadi

Rio de Janeiro 2016: bronzo nella sciabola a squadre.
- Mondiali

Catania 2011: bronzo nella sciabola a squadre.
Kiev 2012: bronzo nella sciabola a squadre.
Budapest 2013: bronzo nella sciabola a squadre.
Kazan 2014: oro nella sciabola a squadre.
Mosca 2015: bronzo nella sciabola a squadre.
- Giochi Panamericani:

Guadalajara 2011: oro nella sciabola a squadre e nel fioretto a squadre.
Toronto 2015: oro nella sciabola a squadre.